# USS LST-584
O USS LST-584 foi um navio de guerra norte-americano da classe LST que operou durante a Segunda Guerra Mundial.